# Thetys

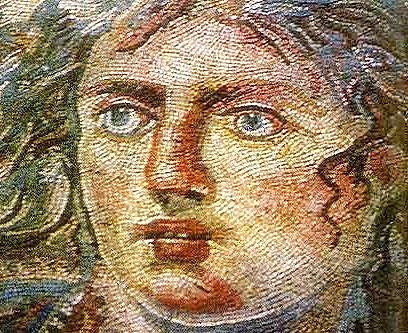
Thetys

Thetys este, în mitologia greacă, zeița apelor și mama principalelor fluvii cunoscute de greci. Părinții săi sunt Gaia și Uranus. Soțul ei este Oceanus. Ei sunt părinții a trei mii de oceanide (nimfe) care simbolizează toate apele de pe pământ. Mai este numită și zeița titanidă.

## Mitologie
În Teogonia, titanii Ocean și Thetys, sunt părinții apelor curgătoare Nil, Alfeu, Eridan, Struma, Meandru și Istru (Dunărea).
Alte legende spun că ar fi mama Herei, sau ca ea ar fi avut grijă de Hera în timpul războiului olimpian.